# Ormosia depilata
Ormosia depilata là một loài ruồi trong họ Limoniidae. Chúng phân bố ở miền Cổ bắc.